# Thomas Bradwardine

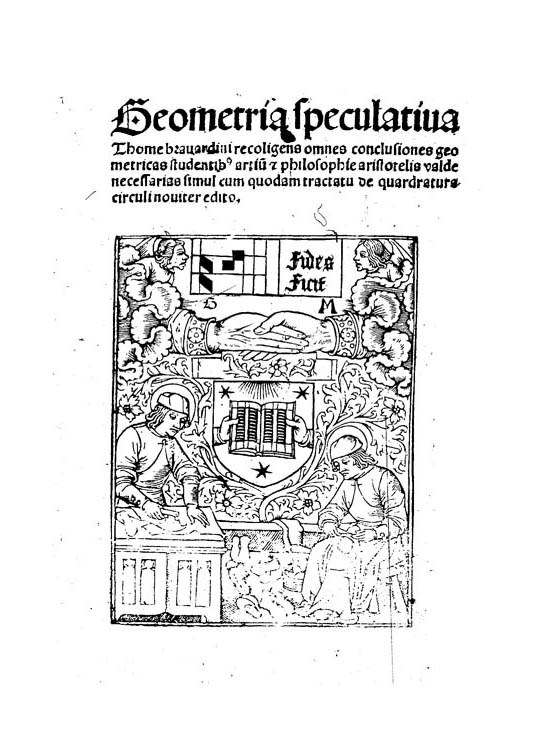
Geometria speculativa, 1495

Thomas Bradwardine zwany  Doctor Profundus (ur. ok. 1290, zm. 26 sierpnia 1349 w Londynie) – angielski teolog, filozof i matematyk, przez krótki czas arcybiskup Canterbury.

## Życiorys
Bradwardine najprawdopodobniej urodził się w Chichesterze. Studiował i wykładał na Uniwersytecie w Oksfordzie, w kolegiach Merton i Balliol; w Oksfordzie powstała większość dzieł Bradwardine'a. 19 września 1337 roku został kanclerzem katedry św. Pawła w Londynie, niedługo później został kapelanem króla Edwarda III. W 1349 roku został wybrany na arcybiskupa Canterbury i 19 lipca został konsekrowany w Awinionie, jednak zmarł w wyniku epidemii „czarnej śmierci” zaledwie 38 dni później.
W swej teologii, której dał wyraz w dziele De causa Dei contra Pelagium, Bradwardine zwalczał semipelagianizm, opowiadając się za augustianizmem. Według Bradwardine'a, Bóg w sposób wolny udziela swej łaski wybranym. Człowiek nie posiada wolności etycznej, czyli bez łaski Bożej nie może wybrać dobra moralnego, posiada jednak wolność psychologiczną, czyli jego wolna wola nie jest przymuszana żadnymi czynnikami zewnętrznymi. Wykroczył jednak poza naukę Augustyna, gdyż uważał, że niemożność człowieka do czynienia dobra bez pomocy Boga wynika z samej jego natury jako bytu stworzonego – w przeciwieństwie do Augustyna, według którego był to skutek upadku człowieka. Bradwardine uważał, że nawet zło jest zamierzone, a nie tylko dopuszczone przez Boga. Przeciwnicy teologa oskarżali go o skrajny determinizm.
W poświęconym dynamice dziele De proportionibus velocitatum in motibus obalał pogląd Arystotelesa, według którego prędkość jest ilorazem siły i oporu, jednak zaproponowane przez niego wyjaśnienie, że liniowemu przyrostowi prędkości odpowiada wykładniczy przyrost stosunku siły do oporu, jest również niepoprawne. Usiłował obalić atomizm za pomocą geometrii. Był pierwszym matematykiem, który zajmował się wielokątami gwiaździstymi.